# 余妃 (明太祖)
余妃（?—?），明太祖朱元璋之妃嬪，被封為妃，封号不详。

## 生平
洪武十一年正月初九日（1378年2月6日），余妃生庆靖王朱㮵。洪武二十五年五月初五日（1392年5月26日）朱㮵就藩陕西承宣布政使司宁夏府（今宁夏回族自治区银川市）。余妃卒年不详，她的兒子朱㮵則在明英宗正统三年八月初三日（1438年8月23日）去世。